# Les Vautours et les Pigeons
Les Vautours et les Pigeons est la septième fable du livre VII de Jean de La Fontaine situé dans le second recueil des Fables de La Fontaine, édité pour la première fois en 1678.

## Texte de la fable
Mars autrefois mit tout l'air en émûte.

Certain sujet fit naître la dispute

Chez les oiseaux ; non ceux que le Printemps

Mène à sa Cour, et qui sous la feuillée,

Par leur exemple et leurs sons éclatants

Font que Vénus est en nous réveillée ;

Ni ceux encor que la Mère d'Amour

Met à son char : mais le peuple Vautour

Au bec retors, à la tranchante serre,

Pour un chien mort se fit, dit-on, la guerre.

Il plut du sang ; je n'exagère point.

Si je voulais conter de point en point

Tout le détail, je manquerais d'haleine.

Maint chef périt, maint héros expira ;

Et sur son roc Prométhée espéra

De voir bientôt une fin à sa peine.

C'était plaisir d'observer leurs efforts ;

C'était pitié de voir tomber les morts.

Valeur, adresse, et ruses, et surprises,

Tout s'employa. Les deux troupes éprises

D'ardent courroux n'épargnaient nuls moyens

De peupler l'air que respirent les ombres :

Tout élément remplit de citoyens

Le vaste enclos qu'ont les royaumes sombres.

Cette fureur mit la compassion

Dans les esprits d'une autre nation

Au col changeant, au cœur tendre et fidèle.

Elle employa sa médiation

Pour accorder une telle querelle ;

Ambassadeurs par le peuple pigeon

Furent choisis, et si bien travaillèrent,

Que les Vautours plus ne se chamaillèrent.

Ils firent trêve, et la paix s'ensuivit :

Hélas ! ce fut aux dépens de la race

A qui la leur aurait dû rendre grâce.

La gent maudite aussitôt poursuivit

Tous les pigeons, en fit ample carnage,

En dépeupla les bourgades, les champs.

Peu de prudence eurent les pauvres gens,

D'accommoder un peuple si sauvage.

Tenez toujours divisés les méchants ;

La sûreté du reste de la terre

Dépend de là : Semez entre eux la guerre,

Ou vous n'aurez avec eux nulle paix.

Ceci soit dit en passant ; je me tais.
— Jean de La Fontaine, Fables de La Fontaine, Les Vautours et les Pigeons, texte établi par Jean-Pierre Collinet, Fables, contes et nouvelles, Gallimard, « Bibliothèque de la Pléiade », 1991, p. 262